# Haplothrips nigricornis
Haplothrips nigricornis är en insektsart som beskrevs av Bagnall 1910. Haplothrips nigricornis ingår i släktet Haplothrips och familjen rörtripsar. Inga underarter finns listade i Catalogue of Life.